# Love Boat - The Next Wave
Love Boat - The Next Wave (Love Boat: The Next Wave) è una serie televisiva creata da  Aaron Spelling. Il telefilm non è nient'altro che il proseguimento di Love Boat.
Trasmesso per il canale UPN tra l'aprile del 1998 e maggio del 1999, in Italia ottenne un riscontro di pubblico nel 2002 grazie a Rete 4.
Tra le guest star presenti, Marion Ross, Ricardo Montalbán, Jessica Alba, Doug Savant, Gabrielle Carteris e Ian Ziering.
L'attore Anson Williams collabora alla regia di due episodi, mentre Kevin Kiner realizza la colonna sonora.

## Episodi
| Stagione         | Episodi | Prima TV originale | Prima TV Italia |
| ---------------- | ------- | ------------------ | --------------- |
| Prima stagione   | 6       | 1998               |                 |
| Seconda stagione | 19      | 1998-1999          |                 |